# Фиш (река у Аустралији)
Фиш (енгл. Fish River) је река Северне територије, Аустралија. Река тече кроз полуострво Архемова, познато као Архемова земља.
Фиш се улива у реку Дали, утоку Бонапартиног залива који представља део Тиморског мора.